# Shara
Shara is een fictief land uit de boekencyclus Het Rad des Tijds van de schrijver Robert Jordan.
Shara is een land dat ten oosten van de Aielwoestijn ligt. Het is een hermetisch afgesloten land, dat voor buitenlanders verborgen ligt achter hoge kliffen, rotswanden en verdedigingsmuren. Sinds het Breken van de Wereld is het volk van Shara vastbesloten om hun land en cultuur tegen elk mogelijk contact met de buitenwereld te beschermen.

## Geografie
Over de geografie van Shara is weinig bekend, behalve dat al haar grenzen door natuurlijke barrières gevormd worden. De zuidelijke en oostelijke grens worden gevormd hoge kliffen die tot in de oceaan doorlopen. De westelijke en noordelijke grens wordt gevormd door gebergten en diepe kloven.

## Handel
Het enige contact dat de bevolking van Shara met buitenlanders heeft, is strikt beperkt tot 6 speciaal aangewezen handelsstadjes die langs de zuidelijke kust van Shara liggen. Deze steden zijn omringd door dikke en hoge muren, die beletten dat een buitenstaander een blik op Shara kan werpen.
De handel tussen Sharanen en buitenlanders verloopt moeizaam. De Sharaanse kooplui zijn niet bereid hun uiterlijk te vertonen en ze staan bekend als bedriegers. Handel wordt voor het grootste gedeelte tussen Sharanen enerzijds en het Zeevolk en de Aiel anderzijds gevoerd. Incidenteel varen er schepen van Illian of Mayene de havens in. Producten die verhandeld worden zijn zijde, pepers en ivoor.

## Maatschappij

### Regering
Shara wordt bestuurd door een monarch die Sh`boan (mannelijk) of Sh`botay (vrouwelijk) wordt genoemd. De monarch kiest een heerser van het andere geslacht en samen heersen zij 7 jaar over Shara. Na zeven jaar sterft de monarch (met de uitgekozen partner) en gaat de macht over naar een uitverkoren metgezel. Deze regelmaat blijkt een kleine 3000 jaar al te bestaan en het volk gelooft dat de dood `gewoon` de wil van het patroon is.

### De Ayyad
De Ayyad zijn zowel mannelijke als vrouwelijke geleiders, die in geïsoleerde dorpen en steden leven. Deze dorpen mogen alleen door Ayyad betreden worden (op straffe van de dood) en de Ayyad mogen alleen na toestemming van de monarch de dorpen verlaten en/of geleiden. De Ayyad zijn te herkennen aan een tatoeage op het gezicht, dat zij krijgen zodra duidelijk wordt dat de persoon kan geleiden.
Binnen de Ayyad is een onderscheid tussen de vrouwelijke Ayyad en de mannelijke Ayyad. De mannelijke Ayyad worden eenzaam opgesloten en krijgen alleen onderricht hoe zij zich in leven dienen te houden. De mannelijke Ayyad wordt op zijn 16e levensjaar uit zijn afzondering gehaald en wordt met een afgesloten kar naar een ander Ayyad-dorp overgebracht. Daar wordt hij als fokdier gebruikt op de vrouwelijke Ayyad, die een kind wenst. Op zijn 21e levensjaar wordt de mannelijke Ayyad gedood en wordt zijn lichaam verbrand.
Met de vrouwelijke Ayyad wordt anders omgegaan. Vanuit deze Ayyad wordt een raad van geleidsters gekozen, die de monarch dienen. Feitelijk besturen deze Ayyad Shara en is de monarch niet meer dan een speelpop.

### Slavernij
Binnen Shara is slavernij een geaccepteerd iets, waarbij het merendeel van de bevolking eigendom is van een kleine bovenlaag in de maatschappij.

## De Duistere
Shara ontkent ieder bestaan van de Duistere, de Dhoembergen, de Verwording, de Verzakers, Trolloks en Myrddraal. Mensen uit Shara geven zelfs aan dat de Trollok-oorlogen het land niet geraakt hebben.
Aiel-woestijn · Altara · Amadicia · Andor · Arad Doman · Arafel · Cairhien · Eilanden van het Zeevolk · Falme · Geldan · Illian · Kandor · Land van de Waanzinnigen · Malkier · Mayene · Morland · Saldea · Seanchan · Shara · Shienar · Tarabon · Tar Valon · Tyr · de Verwording